# Cristi-Ilie Pîrghie
Cristi-Ilie Pîrghie (n. 20 iulie 1992, Timișoara, România) este un canotor român.

## Carieră
Primul rezultat notabil l-a obținut în 2009 când a obținut medalie de argint la Campionatele Mondiale de Juniori din Brive-la-Gaillarde (Franța), la proba de dublu vâsle, împreună cu Petre Codău.
Echipajul masculin de 4 rame fără cârmaci, din care mai făceau parte Marius Vasile Cozmiuc, George Alexandru Pălămariu și Florin Curuea, s-a calificat la Jocurile Olimpice de vară din 2012 în urma clasării pe locul doi la Regata preolimpică de la Lucerna (Elveția).
Același echipaj a obținut atât în 2012 cât și în 2013 locul doi la Campionatele Europene din Varese (Italia) respectiv Sevilla (Spania). În urma rezultatelor, cei patru au fost recompensați cu Medalia „Meritul Sportiv” — clasa I.
La Cupa Mondială din 2013 de la Eton (Marea Britanie), echipajul de 4 rame fără cârmaci (din care mai făceau parte Ștefan Nica, Florin Răzvanță și George Alexandru Pălămariu) s-a clasat pe locul trei.
Echipajul de 4 rame masculin din care mai făceau parte și Toader Andrei Gontaru, Marius Cozmiuc și George Pălămariu a obținut medalia de aur la Campionatele Mondiale U23 de la Linz (Austria), fiind cel mai însemnat rezultat din cariera lui Pîrghie de până acum.
Echipajul masculin de două rame fără cârmaci Pîrghie—George Alexandru Pălămariu s-a calificat la Jocurile Olimpice de vară din 2016 în urma rezultatului înregistrat la Campionatele Mondiale de canotaj academic din 2015 de la Aiguebelette-le-Lac (Franța).

### Palmares competițional
| An                   | Competiție                         | Locație                    | Loc                  | Eveniment            | Note                 |
| Reprezentând România | Reprezentând România               | Reprezentând România       | Reprezentând România | Reprezentând România | Reprezentând România |
| -------------------- | ---------------------------------- | -------------------------- | -------------------- | -------------------- | -------------------- |
| 2009                 | Campionatele Mondiale de Juniori   | Brive-la-Gaillarde, Franța | 2                    | JM2x                 | 06:28.090            |
| 2010                 | Campionatele Mondiale de Juniori   | Račice, Republica Cehă     | 4                    | JM2x                 | 06:39.910            |
| 2011                 | Campionatele Mondiale U23          | Amsterdam, Olanda          | 4                    | BM2-                 | 06:35.960            |
| 2011                 | Campionatele Europene              | Plovdiv, Bulgaria          | 6                    | M2-                  | 06:47.900            |
| 2012                 | Regata preolimpică                 | Lucerna, Elveția           | 2                    | M4-                  | 06:01.410            |
| 2012                 | Cupa Mondială                      | München, Germania          | 6                    | M4-                  | 06:20.960            |
| 2012                 | Jocurile Olimpice de vară din 2012 | Londra, Marea Britanie     | 6 (B)                | M4-                  | 06:16.200            |
| 2012                 | Campionatele Europene              | Varese, Italia             | 6                    | M8+                  | 05:43.060            |
| 2012                 | Campionatele Europene              | Varese, Italia             | 2                    | M4-                  | 05:57.370            |
| 2013                 | Campionatele Europene              | Sevilla, Spania            | 2                    | M4-                  | 06:23.830            |
| 2013                 | Cupa Mondială                      | Eton, Marea Britanie       | 3                    | M4-                  | 05:59.880            |
| 2013                 | Campionatele Mondiale U23          | Linz, Austria              | 1                    | BM4-                 | 05:58.720            |
| 2014                 | Campionatele Mondiale U23          | Sevilla, Spania            | 5                    | BM4x                 | 05:55.010            |